# Kitting

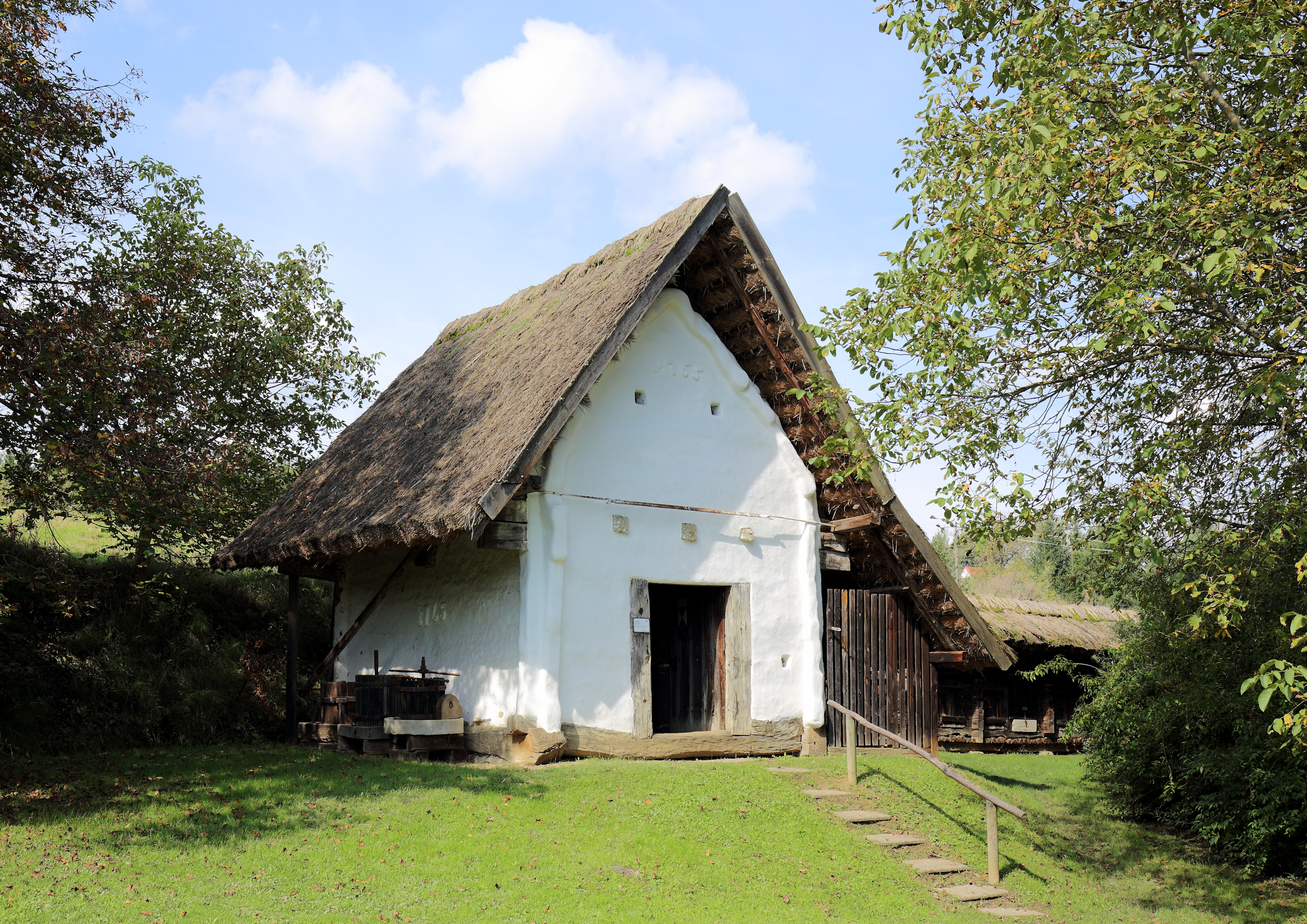
Kitting aus dem 18. Jahrhundert im Freilichtmuseum Gerersdorf

Ein Kitting ist ein alter bäuerlicher Speicherbau. Diese Bauten kommen vor allem im heutigen mittleren und südlichen Burgenland (Heanzenland) vor.
Das Wort Kitting hängt mit kitten zusammen, es bezeichnet eine Bauweise, bei der ein Holzgerüst mit Lehm gekittet wurde. Zu besichtigen sind je eine Kitting im Freilichtmuseum Bad Tatzmannsdorf, Freilichtmuseum Ensemble Gerersdorf und Freilichtmuseum Stübing.